# Çeltikçi, Manavgat
Çeltikçi là một xã thuộc huyện Manavgat, tỉnh Antalya, Thổ Nhĩ Kỳ. Dân số thời điểm năm 2011 là 1.818 người.